# Plaça d'Europa (Barcelona)
|  | No s'ha de confondre amb Plaça d'Europa (l'Hospitalet de Llobregat). |

La Plaça d'Europa és una plaça de Barcelona, situada a l'Anella Olímpica de Montjuïc a tocar la Torre de Comunicacions de Montjuïc. Fou inaugurada 1998 a la Diada d'Europa.

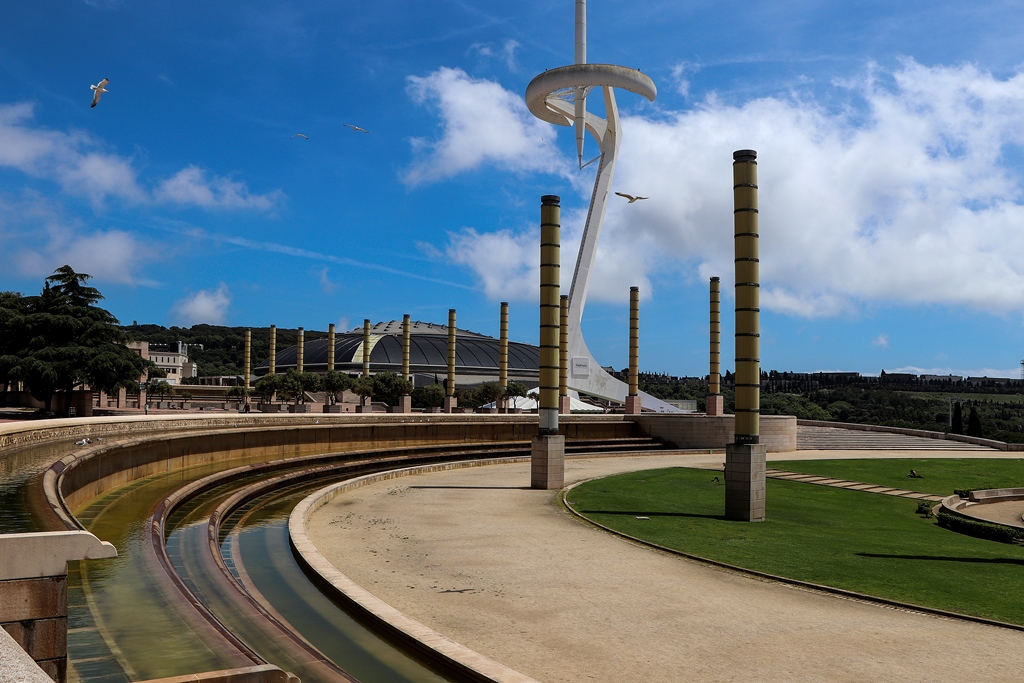
Fris de la Plaça d'Europa amb Torre de Comunicacions de Montjuïc

La plaça és circular i amaga al seu subsòl un gran dipòsit d'aigua potable. Al mig hi ha una gran font envoltada parcialment per una galeria coberta i per un mur amb un fris que té diverses inscripcions al·lusives a la Unió Europea, així com columnes lluminoses enllaçant aquest espai amb l'anella olímpica. Els arquitectes Federico Correa i Ruiz i Alfons Milà i Sagnier van dissenyar la plaça. La inscripció del mur és d'Enric Satué esmentant el títol 1, article A del Tractat de la Unió Europea: Una Unió cada vegada més estreta entre els pobles d'Europa, en la qual les decisions seran preses de la manera més propera possible als ciutadans.
Al fris hi apareixen els noms dels polítics europeus que, segons el parer dels iniciadors, s'han implicat de forma notable en la unificació d'Europa:
| - Konrad Adenauer - Enric Adroher - Willy Brandt - Pau Casals - Winston Churchill - Alcide de Gasperi - Guillemina I dels Països Baixos - John Maynard Keynes | - Rosa Luxemburg - Salvador de Madariaga - Gregorio Marañón - François Mitterrand - Jean Monnet - José Ortega y Gasset - Carles Pi i Sunyer - Denis de Rougemont | - Robert Schuman - Paul-Henri Spaak - Altiero Spinelli - Josep Tarradellas - Anton Cañellas i Balcells - Joan Reventós i Carner - Antoni Gutiérrez - Umberto Serafini - Josep Trueta |

L'orientació de la torre de comunicacions fa que actuï com a rellotge de sol en projectar-se l'ombra de l'agulla central sobre la plaça d'Europa.